# Michele Falco
Pour les articles homonymes, voir Falco.
Michele Falco (également de Falco, di Falco, Farco, né à Naples probablement en 1688, et décédé à Naples après 1732) est un compositeur italien.

## Biographie
Il a été formé musicalement au Conservatoire de Sant'Onofrio a Porta Capuana probablement dans une période comprise entre 1700 et 1712, où il était peut-être un élève de Nicola Fago. Le 8 mars 1712, il a rejoint la Reale Congregazione e Monte dei Musici et le 13 juin 1716, il a été élu gouverneur de l'association. Pendant cette période, il a été actif en tant que maître de chapelle à Pollena Trocchia et en tant que compositeur d'opéras, essentiellement des operas buffas. Sa dernière notice biographique date de 1732 quand il a quitté son poste à la Congrégation royale.
Falco a utilisé pour signer ses œuvres d'une anagramme de son nom, Melfiche Cola. Contrairement à d'autres compositeurs napolitains d'opera buffa, ses contemporains, il était un musicien professionnel et a été parmi les premiers à découvrir l'utilisation de nouvelles formes dramatiques dans l'opéra-comique. Ses œuvres, comme celles de ses contemporains, varient considérablement en longueur et technique expressive.

### Opéras
- Lo Lollo pisciaportelle (opera buffa, livret de N. Orilia, 1709, Naples)
- Lo Masillo (2° atto) (dramma per musica, livret de N. Orilia, 1712, Naples; en collaboration avec Nicola Fago)
- Lo mbruoglio d'ammore (opera buffa, livret de A. Piscopo, 1717, Naples)
- Armida abbandonata (dramma per musica, livret de Francesco Silvani, 1719, Naples)
- Lo castiello saccheiato (opera buffa, livret de F. Oliva, 1720, Naples)
- Le pazzie d'ammore (opera buffa, livret de F. A. Tullio, 1723, Naples)
- Intermezzo pour le Siface de Nicola Porpora (1730, Rome)

## Source de la traduction
- (it) Cet article est partiellement ou en totalité issu de l’article de Wikipédia en italien intitulé « Michele Falco » (voir la liste des auteurs).